# Jules Ernest Chazal
Jules Ernest baron Chazal, parfois appelé Ernest Chazal, né à Liège, Belgique, le 6 janvier 1834, et mort à Tacámbaro, Michoacán, Mexique, le 11 avril 1865, est un officier de la Légion belge connu pour sa participation à l'Expédition du Mexique et sa conduite héroïque lors de la bataille de Tacámbaro où il est mort au combat.

## Biographie
Jules Ernest Chazal, né à Liège en 1834, est le second des quatre fils du général Pierre Emmanuel Félix Chazal, figure de proue du parti libéral et ministre de la Guerre à deux reprises : de 1847 à 1850 et de 1859 à 1866. Sa mère est Anne Thérèse Élisabeth Graff, fille d'un marchand de draps de Verviers. Ses trois frères, Gustave, Adolphe et Alexis, sont tous officiers dans l'armée belge.
À partir de 1852, Ernest Chazal effectue une carrière militaire. En 1855, il devient sous-lieutenant ; l'année suivante, il est élevé au grade de lieutenant au 6e régiment de ligne et, en 1864, il devient capitaine.

### Campagne du Mexique
Lors de l'expédition du Mexique, à la fin de l'année 1864, des volontaires belges envoyés servir dans l'armée de l'empereur Maximilien, dont l'épouse, Charlotte de Belgique est la fille du roi Léopold Ier de Belgique, commencent à arriver au Mexique. Le premier détachement belge parvient au Mexique le 13 octobre 1864. Ensuite, d'autres sont progressivement amenés par les paquebots mensuels. En avril 1865, 1 300 hommes du contingent belge sont présents au Mexique à la disposition de l'armée du général Bazaine. Ils forment un régiment à deux bataillons et sont bien commandés. Les légionnaires belges sont en général très jeunes et avaient cru venir au Mexique en qualité de garde d'honneur de l'impératrice Charlotte. Avant d'être employés activement, ils avaient besoin d'une instruction et d'une discipline. Les fatigues et les privations d'une campagne pénible n'étaient compensées par aucun avantage réel.

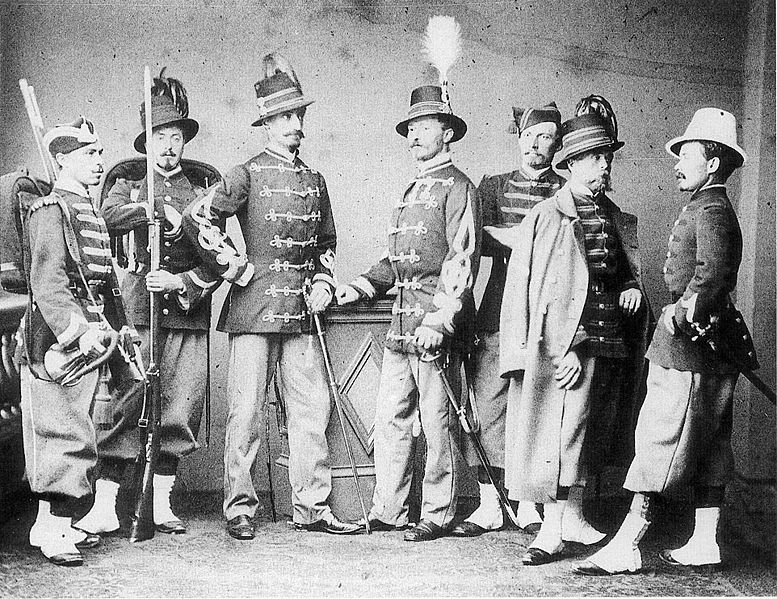
La légion belge de volontaires au Mexique.

Parmi ces Belges, le major Constant Tydgadt et son adjoint le capitaine Jules Ernest Chazal, à la tête de presque 300 hommes de la légion belge part de Morelia, capitale de l'État de Michoacán de Ocampo, le 3 avril 1865. Tydgadt et Chazal, à la tête d'un bataillon formé par les 2e, 4e, 5e et 6e voltigeurs se dirigent initialement vers Acuitzio en faisant étape le premier jour à Santiago Undameo. Le bataillon belge se heurte à un détachement de Juáristes qui marchent également sur Tacámbaro. Au cours d’un bref accrochage, Tydgadt corrige l’ennemi avant de le poursuivre. Le relief étant très escarpé entre Acuitzio et Tacámbaro, l’avance ralentit.
Le 7 avril 1865, Tydgadt, Chazal et leurs 251 légionnaires, occupent une hacienda, non loin de la ville mexicaine de Tacámbaro. Sous les ordres de Tydgadt, les soldats belges poursuivent l'ennemi mexicain depuis deux jours. Le lendemain, 8 avril, vers une heure du matin, face à l'arrivée de la troupe belge, les juáristes, au nombre de 400 fuient. Tydgadt, Chazal et leurs hommes se retranchent dans la ville, et notamment dans l'église et son cloître qu'ils transforment en place forte. Tydgadt y dispose de 251 voltigeurs belges, d'un obusier et de 38 cavaliers de l'armée impériale mexicaine. Tydgadt attend les ordres du colonel Charles de Potier, dirigeant à cette époque les opérations militaires dans l'État de Michoacán, à qui il vient de faire savoir que les chefs juáristes le général Nicolás Régules et Jesús González Ortega concentrent des troupes autour de Tacámbaro.

### Bataille de Tacámbaro

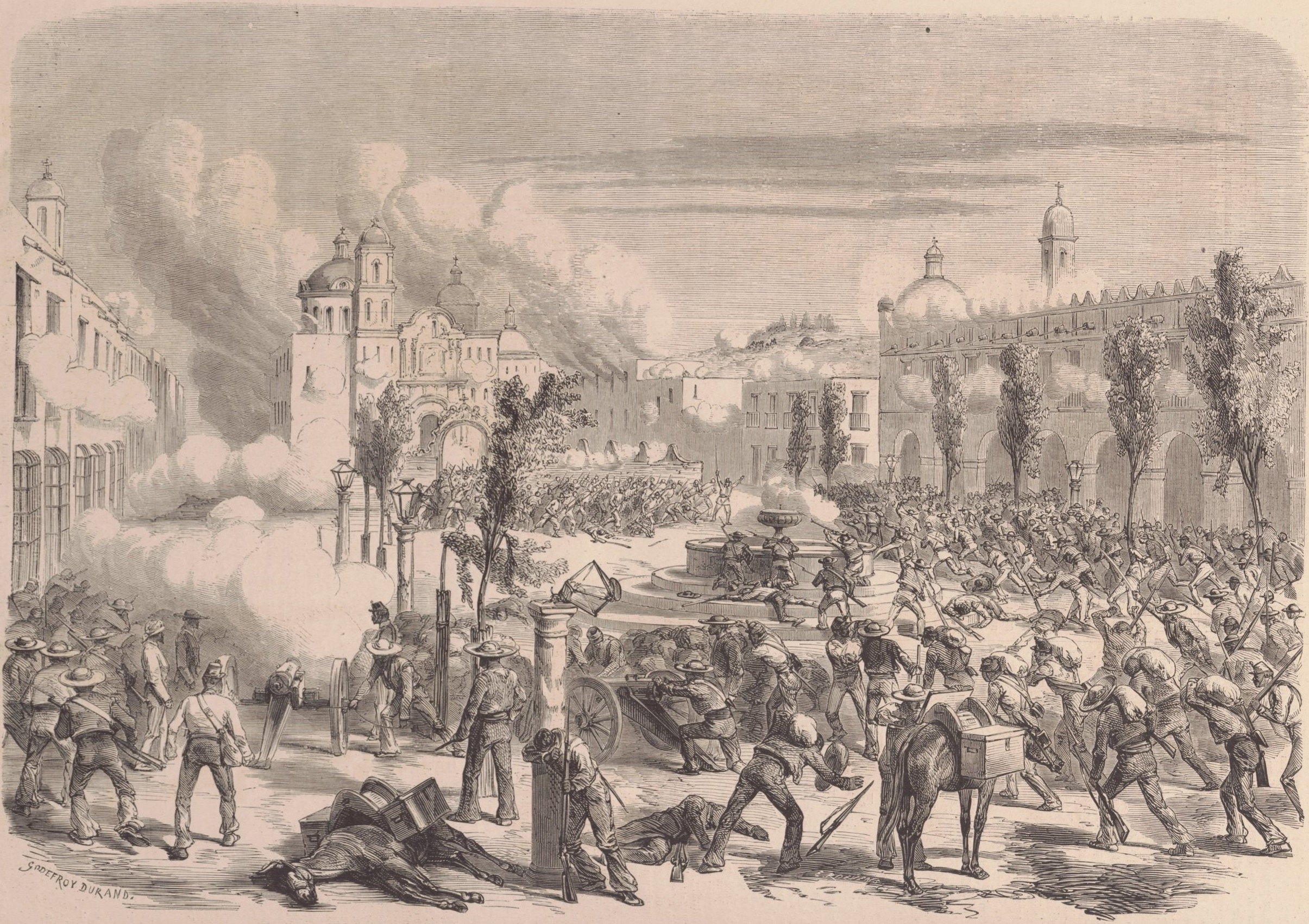
Défense héroïque du bataillon belge commandé par le major Tydgadt dans Tacámbaro, le 11 avril 1865. (croquis de M. A. Martin).

Le 11 avril, Chazal visite ses avant-postes avant de se diriger vers le cloître où loge la troupe, pour superviser la distribution des rations. À ce moment, des coups de feu éclatent et les Belges des avant-postes débouchent précipitamment sur la place, poursuivis par une cohorte massive de dissidents. Les troupes du général Nicolás Régules, qui dispose d'une supériorité numérique écrasante de 3 800 hommes assortie de neuf petits canons de campagne s'avèrent redoutables.

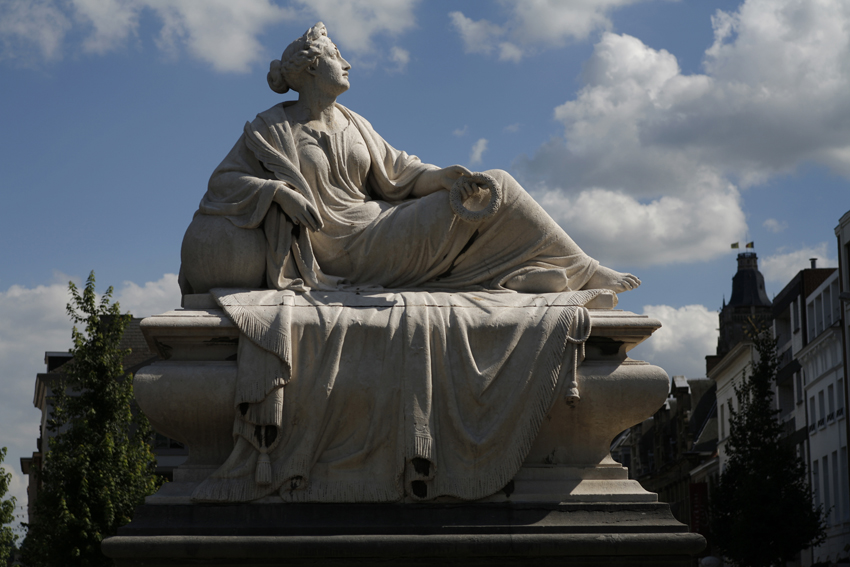
Le monument en mémoire de la bataille de Tacámbaro à Audenarde par Guillaume Geefs, 1867.

Chazal rallie une dizaine de ses voltigeurs, puis se jette sur les premiers assaillants pour arrêter leur course et donner le temps à ses hommes de prendre leurs armes et de se défendre. Cerné d'ennemis et touché deux fois au flanc, Chazal est sommé de se rendre. Après avoir vidé son barillet sur ses adversaires les plus proches, il se jette sur l’un d'eux, lui arrache son fusil des mains, le transperce d’un coup de baïonnette et rejoint l’église occupée par ses hommes. Les Belges viennent de gagner quelques minutes et, sans se déconcerter, ils se rangent en formation. Le major Tydgadt, qui a conservé son sang-froid, donne calmement ses directives tandis que les dissidents convergent en masse sur l’église dans l’intention de
l’enlever sur-le-champ. À la tête de sa 2e compagnie de voltigeurs, le capitaine Eugène Delannoy les charge et les refoule vigoureusement. Dans ce premier élan, une balle touche le capitaine Chazal à la jambe, il s’effondre puis se relève prestement en criant : « ce n’est rien, mes enfants, en avant ! ».
Tandis que plusieurs volontaires belges viennent d'être tués, Chazal en dépit de ses deux blessures au flanc, fonce sur l’ennemi avec une poignée d’hommes pour couvrir leur repli dans le réduit. D’autres coup de feu lui fracassent la mâchoire inférieure et lui traversent le cou. Indestructible, Chazal se fait panser par Ernest Lambert Lejeune, médecin militaire, puis repart au combat jusqu’à ce qu’il s’affaisse devant le portail. On l’emporte au fond de l’église pour y être pansé. Les Belges chargent et les Mexicains les attaquent en masse et les rejetant sur l’entrée du réduit. Le capitaine Chazal, la tête bandée dans un mouchoir, s’arrache presque nu des mains du docteur Lejeune qui le soignait, saisit un fusil, entraîne quelques-uns de ses voltigeurs vers la porte, refoule les Mexicains qui lui font obstacle et culbute leurs premiers rangs. Cependant, ceux-ci se régénèrent et Chazal s’écroule, le front percé d’un coup de baïonnette. Piétinant son corps, les rebelles franchissent l’entrée du refuge,.
Cernés de toutes parts, les Belges résistent désespérément dans l'attente de renforts qui ne viennent pas, et sont finalement contraints de capituler. Dans les rangs impérialistes, la bataille a causé la mort de sept officiers et de vingt hommes, ainsi que trois officiers et onze hommes blessés. Le général Régules emmène 210 prisonniers. Grièvement blessé lors des combats, le major Tydgadt succombe, à son tour, le 16 avril,.

## Honneurs
Le 2 juin 1865, à la demande du général Chazal et de famille, un service funèbre, a lieu à la cathédrale Saints-Michel-et-Gudule de Bruxelles. Autour du cénotaphe — le défunt ayant été inhumé au Mexique — est réunie une nombreuse assistance civile et militaire. La famille royale belge est représentée par des aides de camp du roi Léopold Ier et de ses deux fils, ainsi que des membres de la maison royale.
Un Monument de Tacámbaro est érigé à Audenarde en 1867 en mémoire des soldats morts au combat.
Un autre Monument de Tacámbaro est érigé, en 1867 également, à Bourg-Léopold.